# Liste der Abgeordneten im Nationalparlament Osttimors 2001–2007

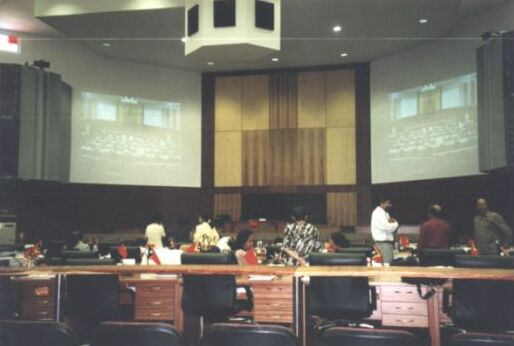
Nationalparlament von Osttimor in Dili (2001)

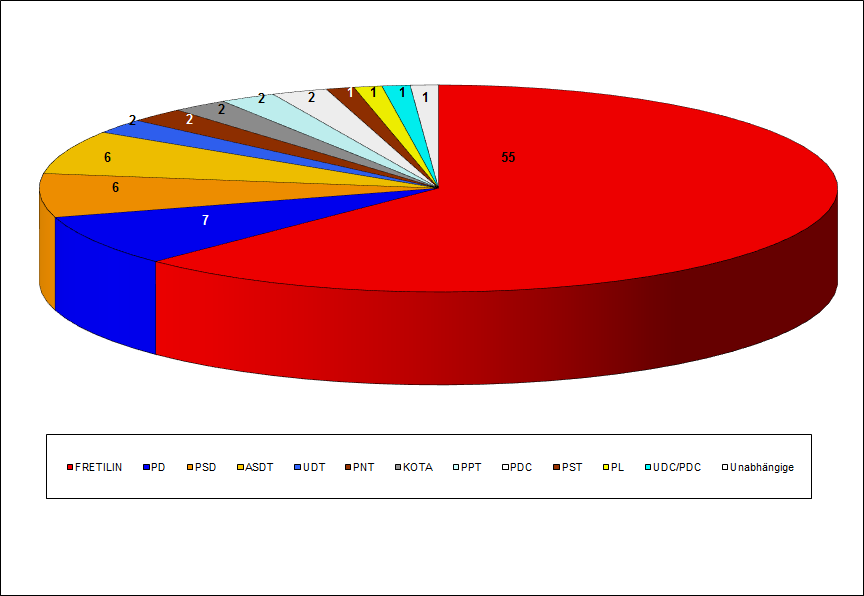
Sitzverteilung 2001

Diese Liste führt die Abgeordneten auf, die in den Wahlen von 2001 in die Verfassunggebenden Versammlung Osttimors gewählt wurden, die am 15. September 2001 vereidigt und am 17. September erstmals zusammentrat. Mit der Wiederherstellung der Unabhängigkeit des Landes am 20. Mai 2002 wurde die Versammlung zum Nationalparlament umgewandelt. Das Parlament hatte 88 Mitglieder, 13 davon waren als direkt gewählte Vertreter der Distrikte gewählt worden. Seine Legislaturperiode endete 2007 mit den regulären Neuwahlen am 30. Juni 2007.
Francisco Lu Olo Guterres wurde Parlamentspräsident, Arlindo Marçal (PDC, bis 2002) und Francisco Xavier do Amaral (ASDT) stellvertretende Präsidenten. Jacob Fernandes (FRETILIN) wurde zweiter Stellvertreter. Das parlamentarische Sekretariat wurde von den FRETILIN-Abgeordneten António Tilman Cepeda (Sekretär), Judite Dias Ximenes (Vize) und Maria Teresa Hono Lay Correia (Vize). Sie wurden am 25. Juni 2002 von Francisco Carlos Soares (Sekretär), Maria Terezinha Viegas (Vize) und Rosária Corte-Real (Vize) abgelöst. Als Corte-Real im September 2002 Vizeministerin wurde, ersetzte Maria Avalziza Lourdes sie im Präsidium als Vizesekretärin.
Abgeordnete, die Mitglied der Verfassungegebenden Versammlung waren, werden mit einem „(V)“ markiert. Die Namen von Abgeordnete, die aus dem Parlament während der Legislaturperiode ausgeschieden sind (zum Beispiel weil sie ein Regierungsamt übernahmen), werden durchgestrichen. Hinter den Namen von Nachrückern steht „(N)“. Die Reihenfolge der Nennung entspricht der Position auf der Parteiliste für die Wahlen. Die Direktkandidaten werden danach aufgeführt. Hinter ihren Namen steht der Name des Distrikts, den sie vertreten.

## Frente Revolucionária do Timor-Leste Independente FRETILIN
57,37 % der Stimmen, zwölf Distriktsabgeordnete, insgesamt 55 Abgeordnete.
Mehrere gewählte Mitglieder der Versammlung mussten bereits kurz nach dem ersten Sitzungstag ihren Sitz abgeben, da sie am 20. September zu Mitgliedern der Regierung vereidigt wurden. Die Liste der Abgeordneten der FRETILIN von 2007 führt nur 54 Abgeordnete auf. Möglicherweise blieb kurz vor den nächsten regulären Wahlen ein Sitz vakant.
| - Francisco Lu Olo Guterres (V) - Mari Alkatiri (V, ab 20. September 2001 Chefminister, Premierminister ab 2002) - Ma'huno Bulerek Karathayano (eventuell krankheitsbedingt nicht Sitz besetzt) - Ana Pessoa Pinto (V, ab 20. September 2001 Ministerin) - Judite Dias Ximenes (V) - Miguel Soares (V) - César Vital Moreira (V, ab 20. September 2001 Minister) - Adalgisa Maria Soares Ximenes (V) - Lourdes Maria Assunção de Jesus Mascarenhas Alves Araújo (V) - Estanislau da Silva (V, ab 20. September 2001 Minister) - Adérito de Jesus Soares (V) - Jorge da Conceição Teme (V, ab 20. September 2001 Vizeminister) - Francisco Martins da Costa Pereira Jerónimo (V) - Augusto da Conceição Amaral (V) - Josefa Álvares Pereira Soares (V) - Madalena Fernandes da Silva (V) - António Tilman Cepeda (V) - Jerónimo da Silva (V) - Maria Terezinha Viegas (V) - José Maria Barreto Lobato Gonçalves (V) - Maria Teresa Hono Lay Correia (V) - Rui António da Cruz (V) - Luisa da Costa (V) - Maria José da Costa (V) - Francisco Kalbuadi Lay (V) - António Cardoso Caldas Machado (V) - Antoninho Bianco (V, ab 20. September 2001 Minister) - Joaquim dos Santos (V) - Manuel Sarmento (V) - Adaljíza Albertina Xavier Reis Magno (V) - Gregório Saldanha (V) - Maria Solana da Conceição Soares Fernandes (V) | - Francisco Miranda Branco (V) - Jacinto Maia (V) - Maria Avalziza Lourdes (V) - Maria Genoveva da Costa Martins (V) - Vicente Soares Faria (V) - Rosária Corte-Real (V, ab September 2002 Vizeministerin) - Osório Florindo (V) - Jacob Fernandes (V) - Joaquim Amaral (V) - Francisco Carlos Gonçalves Soares (V) - Constância de Jesus (V) - José Maria dos Reis (V, N) - Cristina Alves da Silva (N) - Norberto José Maria Espírito Santo (V, N) - Maria Fátima Vaz (N) - Francisco Lelan (V, N) - Elizário Ferreira (V, N) - José Manuel da Silva Fernandes (V, N) - Faustino Godinho Gonçãlves da Costa (N) - Salustiano Magno (N) - Alfredo da Silva (V, Aileu) - Mário Ferreira (V, Ainaro) (?) - Elias Freitas (V, Baucau) - José Andrade da Cruz (V, Bobonaro) - Gervásio Cardoso de Jesus da Silva (V, Cova Lima) - Cipriana da Costa Pereira (V, Dili) - José Soares (V, Ermera) - Armindo da Conceiçaõ Silva Freitas (V, Lautém) - Joaquim Barros Soares (V, Liquiçá) - Flávio Maria Guterres da Silva (V, Manatuto) - Arão Noé da Costa Amaral (V, Manufahi) - Januário Soares (V, Viqueque) |

## Partido Democrático PD
8,72 % der Stimmen, sieben Abgeordnete. In der Biographie von Julião Augusto Mausiry wird angegeben, dass er Abgeordneter des Parlaments war. Allerdings sind bisher keine Angaben dazu zu finden.
- Fernando de Araújo
- Paulo Assis Belo (V)
- Paulo Alves Sarmento (V)
- Mariano Sabino Lopes (V)
- José da Silva Panão
- Eusébio Guterres (V)
- Aquilino Ribeiro Fraga Guterres Ete Uco (V)
- Rui Lebra Meneses da Costa (V, N)
- José Nominando Soares Martins (N)
- Samuel Mendonça (V, N)

## Partido Social Democrata PSD
8,18 % der Stimmen, sechs Abgeordnete.
Leandro Isaac wurde 2003 aus der PSD ausgeschlossen, blieb aber Abgeordneter.
- Mário Viegas Carrascalão (V)
- Leandro Isaac (V)
- Vidal Riak Leman de Jesus (V)
- Milena Pires (V, zu UNIFEM 2002)
- Lúcia Maria Brandão Freitas Lobato (V)
- Armandina Maria Gusmão dos Santos (Sitz nicht angetreten)
- João Mendes Gonçalves (N)
- Fernando Dias Gusmão, Fraktionschef (V, N)
- Maria da Paixão de Jesus da Costa (N)

## Associação Social-Democrata de Timor ASDT
7,84 % der Stimmen, sechs Abgeordnete.
- Francisco Xavier do Amaral (V)
- Feliciano Alves de Fátima (V)
- Pedro Gomes (V)
- Maria da Costa Valadares (V)
- Afonso Noronha (V)
- Jacinto de Andrade (V)

## União Democrática Timorense UDT
2,36 % der Stimmen, zwei Abgeordnete.
- João Viegas Carrascalão (V)
- Isabel da Costa Ferreira (V, ab 20. September 2001 Regierungsmitglied)
- Quitéria da Costa (V, N)
- Alexandre Gentil Corte-Real de Araújo (N)

## Partido Nasionalista Timorense PNT
2,21 % der Stimmen, zwei Abgeordnete.
- Aliança da Conceição de Araújo (V)
- Aires Francisco Cabral (V)

## Klibur Oan Timor Asuwain KOTA
2,13 % der Stimmen, zwei Abgeordnete.
- Clementino dos Reis Amaral (V)
- Manuel Tilman (V)

## Partido do Povo de Timor PPT
2,01 % der Stimmen, zwei Abgeordnete.
- Jacob Xavier (V)
- Ananias do Carmo Fuka (V)

## Partido Democrata Cristão PDC
1,98 % der Stimmen, zwei Abgeordnete.
Arlindo Marçal, von 2001 bis 2002 stellvertretender Parlamentspräsident, verließ 2002 das Parlament. Lúcio Marçal Gomes rückte nach.
- António Ximenes da Costa (V)
- Arlindo Marçal (V)
- Lúcio Marçal Gomes (N)

## Partido Socialista de Timor PST
1,78 % der Stimmen, ein Abgeordneter.
Ana Seixas verzichtete am ersten Sitzungstag der Verfassunggebenden Versammlung auf ihren Sitz zugunsten des PST-Vorsitzenden Pedro dos Mártires da Costa.
- Ana Seixas (V)
- Pedro dos Mártires da Costa (V, N) (im Dezember 2004 vertreten durch Manuel Azancot de Menezes)[7]

## Partai Liberal PL
Armando José Dourado da Silva zog als Listenerster in die Verfassunggebende Versammlung ein und war auch Abgeordneter im Parlament. Zeitweise wurde er vom Sechsten auf der Wahlliste, Carlos de Almeida Sarmento vertreten.
1,10 % der Stimmen, ein Abgeordneter.
- Armando José Dourado da Silva (V)
- Carlos de Almeida Sarmento (N)

## Partido Democrata-Cristão de Timor UDC/PDC
0,66 % der Stimmen, ein Abgeordneter.
- Vicente da Silva Guterres (V)

## Unabhängige Abgeordneter
Ein Distriktabgeordneter.
- António da Costa Lelan (V, Oe-Cusse Ambeno)

## Belege
- Wahllisten aller angetretenen Parteien und Liste der unabhängigen Kandidaten, August 2001, abgerufen am 27. April 2020.
- ETAN: Liste der gewählten Abgeordneten, 9. September 2001, abgerufen am 27. April 2020.
- Liste der Abgeordneten im Nationalparlament Osttimors (Memento vom 28. September 2007 im Internet Archive).